# Bernhardsmüh
Bernhardsmüh ist ein Wohnplatz im Ortsteil Mückendorf der Stadt Baruth/Mark im Landkreis Teltow-Fläming im Land Brandenburg.

## Geografische Lage
Der Wohnplatz liegt südwestlich des Dorfzentrums von Mückendorf und dort wenige Meter vom Bahnhof Baruth/Mark sowie der Bahnstrecke Berlin–Dresden entfernt, die westlich des Wohnplatzes in Nord-Süd-Richtung vorbeiführt. Östlich befindet sich der Ortsteil Radeland, südlich das Stadtzentrum.

## Geschichte
Bernardsmüh erschien erstmals im Jahr 1857 bereits in seiner heute noch gültigen Schreibweise. Zu dieser Zeit entstand auf einem rund 25 Morgen großen Gelände eine Kalkbrennerei sowie Destillation mit einer Feuerstelle (=Haushalt) und 16 Einwohnern. Ein Jahr später standen dort ein Wohn- und drei Wirtschaftsgebäude; in Bernhardsmüh lebten 13 Personen. Im Jahr 1881 wurde in der Statistik lediglich von einem Wohnhaus und sieben Personen, im Jahr 1885 von drei Wohnhäusern und 19 Personen berichtet, während es im Jahr 1895 zwei Wohnhäuser und 25 Personen waren. Im Jahr 1905 lebten noch 20 Personen in mittlerweile drei statistisch erfassten Wohnhäusern; 1925 waren es 25 Personen. Ab 1931 wurde Bernhardsmüh als Wohnplatz der Gemeinde Mückendorf geführt und kam als solches mit Wirkung zum 31. Dezember 1997 zur Stadt Baruth/Mark. Im 21. Jahrhundert wird die Gemarkung als Teil des Industriegebiets Bernhardsmüh von Gewerbetreibenden genutzt.